# 勒贝沃利耶

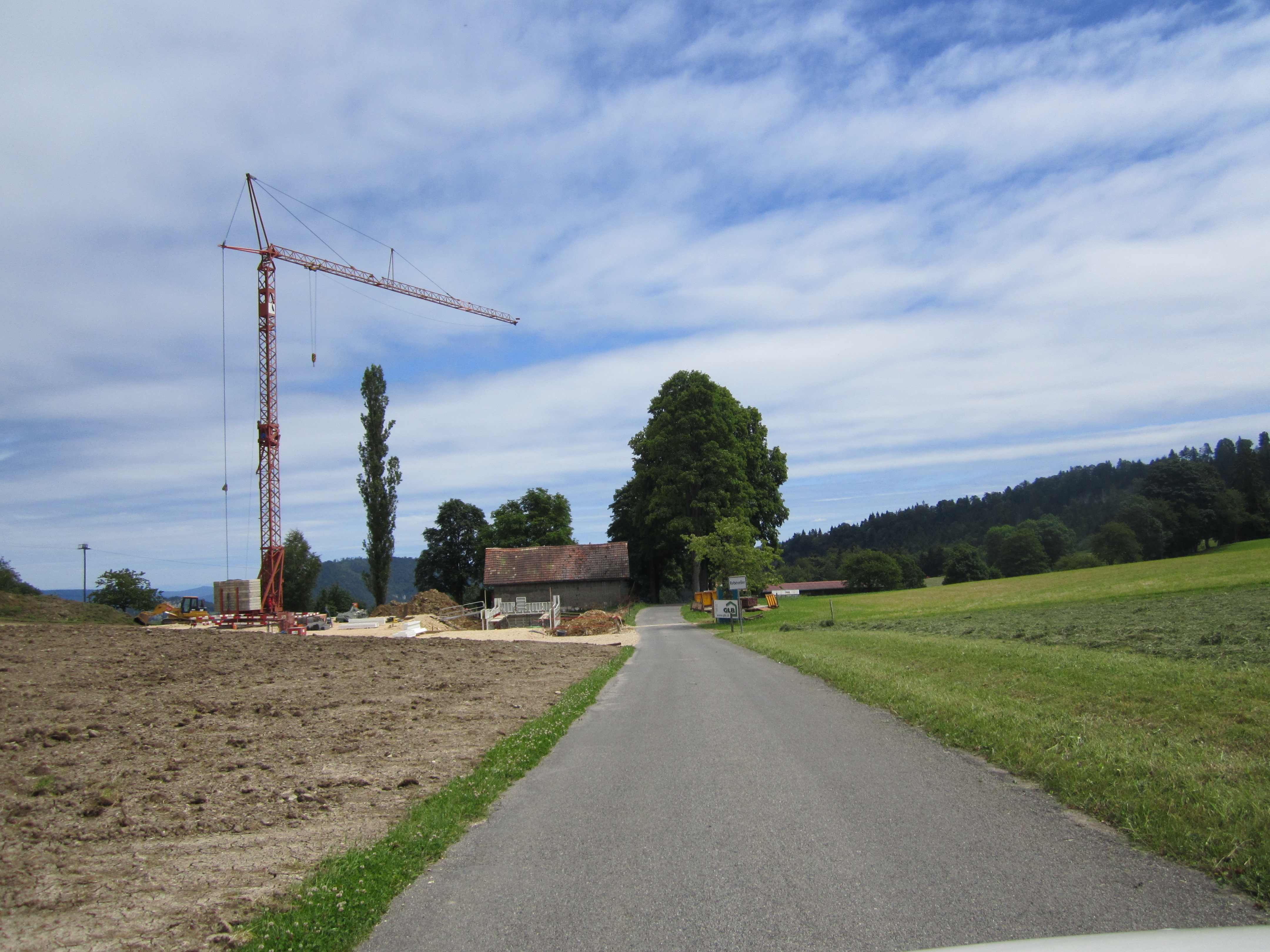

勒贝沃利耶（法語：Rebévelier）是瑞士的城鎮，位於該國中西部，由伯恩州負責管轄，面積3.55平方公里，海拔高度960米，2011年人口46，二成人口信奉羅馬天主教，人口密度每平方公里13人。